# El sodio en la biología

La bomba de sodio y potasio, una enzima fundamental para regular los niveles de sodio y potasio en las células.

Los iones de sodio (Na+) son necesarios en pequeñas cantidades para algunos tipos de plantas, pero el sodio como nutriente es más generalmente necesario en mayores cantidades para los animales, debido a que lo utilizan para la generación de impulsos nerviosos y para el mantenimiento del equilibrio de electrolitos y de fluidos. En los animales, los iones de sodio son necesarios para las funciones mencionadas y para la actividad cardíaca y ciertas funciones metabólicas. Los efectos de la sal sobre la salud reflejan lo que ocurre cuando el cuerpo tiene demasiado o muy poco sodio. 
Las concentraciones características de sodio en los organismos modelo son 10mM en E. coli, 30mM en la levadura en ciernes, 10mM en la célula de mamífero y 100mM en el plasma sanguíneo.

## Distribución del sodio en las especies

### Humanos
Las necesidades fisiológicas mínimas de sodio oscilan entre 115 y 500 miligramos al día, dependiendo de la sudoración debida a la actividad física y de la adaptación de la persona al clima. El cloruro de sodio es la principal fuente de sodio en la dieta, y se utiliza como condimento y conservante, por ejemplo para el encurtido y la cecina; la mayor parte procede de los alimentos procesados. La ingesta adecuada de sodio es de 1,2 a 1,5 gramos al día, pero en Estados Unidos se consumen de media 3,4 gramos al día, la cantidad mínima que favorece la hipertensión. (Hay que tener en cuenta que la sal contiene aproximadamente un 39,3% de sodio en masa - el resto es cloro y otras sustancias químicas traza -, por lo que el nivel de ingesta máxima tolerable de 2,3 g de sodio sería de unos 5,9 g de sal -alrededor de 1 cucharadita-).
Los niveles normales de sodio sérico están entre aproximadamente 135 y 145 mEq /litro (135 - 145 milimoles/L). Un nivel de sodio sérico de menos de 135 mEq/L califica como hiponatremia, que se considera grave cuando el nivel de sodio sérico está por debajo de 125 mEq/L.
El sistema renina-angiotensina y el péptido natriurético auricular regulan indirectamente la cantidad de transducción de señales en el sistema nervioso central humano, que depende del movimiento de iones de sodio a través de la membrana de las células nerviosas, en todos los nervios. Por lo tanto, el sodio es importante en la función neuronal y en la osmorregulación entre las células y el líquido extracelular; la distribución de los iones de sodio está mediada en todos los animales por las bombas de sodio-potasio, que son bombas de soluto transportadoras activas, que bombean iones contra el gradiente, y los canales de sodio-potasio. Se sabe que los canales de sodio son menos selectivos que los de potasio. El sodio es el catión más destacado del líquido extracelular: en los 15 litros de líquido extracelular de un ser humano de 70 kg hay unos 50 gramos de sodio, el 90% del contenido total de sodio del organismo.
Algunas potentes neurotoxinas, como la batracotoxina, aumentan la permeabilidad de los iones de sodio de las membranas celulares de los nervios y los músculos, provocando una despolarización masiva e irreversible de las membranas con consecuencias potencialmente mortales. Sin embargo, los fármacos con efectos menores sobre el movimiento de los iones de sodio en los nervios pueden tener diversos efectos farmacológicos que van desde acciones antidepresivas hasta anticonvulsivas.

### Otros animales
Dado que solo algunas plantas necesitan sodio y en pequeñas cantidades, una dieta completamente basada en plantas generalmente será muy baja en sodio.[cita requerida] Esto requiere que algunos herbívoros obtengan su sodio de lamederos de sal y otras fuentes minerales.
Los iones de sodio juegan un papel diverso e importante en muchos procesos fisiológicos, actuando para regular el volumen sanguíneo, la presión arterial, el equilibrio osmótico y el pH.

### Plantas
En las plantas C4, el sodio es un micronutriente que ayuda al metabolismo, concretamente a la regeneración del fosfoenolpiruvato (que participa en la biosíntesis de varios compuestos aromáticos y en la fijación del carbono) y a la síntesis de la clorofila. En otras, sustituye al potasio en varias funciones, como el mantenimiento de la presión de turgencia y la ayuda en la apertura y el cierre de los estomas. El exceso de sodio en el suelo limita la captación de agua debido a la disminución del potencial hídrico, lo que puede dar lugar a la marchitez; concentraciones similares en el citoplasma pueden provocar la inhibición de las enzimas, lo que a su vez causa necrosis y clorosis. Para evitar estos problemas, las plantas desarrollaron mecanismos que limitan la captación de sodio por las raíces, lo almacenan en las vacuolas celulares y lo controlan a larga distancia; el exceso de sodio también puede almacenarse en el tejido vegetal viejo, limitando el daño al nuevo crecimiento.

## Función de los iones de sodio
El sodio es el principal catión (ion positivo) de los fluidos extracelulares en animales y humanos. Estos fluidos, como el plasma sanguíneo y los fluidos extracelulares de otros tejidos, bañan las células y realizan funciones de transporte de nutrientes y desechos. El sodio también es el principal catión del agua de mar, aunque su concentración es aproximadamente 3,8 veces superior a la de los fluidos corporales extracelulares.

### Equilibrio humano de agua y sal
Aunque el sistema para mantener el equilibrio óptimo de agua y sal en el cuerpo es complejo, una de las principales formas en que el cuerpo humano controla la pérdida de agua corporal es que los osmorreceptores del hipotálamo detectan el equilibrio de la concentración de sodio y agua en los fluidos extracelulares. La pérdida relativa de agua corporal hará que la concentración de sodio aumente más de lo normal, una condición conocida como hipernatremia. Esto suele provocar sed. A la inversa, un exceso de agua corporal provocado por la bebida dará lugar a una cantidad insuficiente de sodio en la sangre (hiponatremia), una situación que vuelve a ser detectada por el hipotálamo, provocando una disminución de la secreción de la hormona vasopresina por parte de la hipófisis posterior, y la consiguiente pérdida de agua en la orina, que actúa para restablecer las concentraciones de sodio en la sangre a la normalidad.
Las personas gravemente deshidratadas, como las rescatadas de situaciones de supervivencia en el océano o en el desierto, suelen tener concentraciones de sodio en sangre muy elevadas. Estas deben ser devueltas a la normalidad con mucho cuidado y lentamente, ya que una corrección demasiado rápida de la hipernatremia puede provocar daños cerebrales por hinchazón celular, ya que el agua se traslada repentinamente a las células con alto contenido osmolar.
En humanos, se demostró que un alto consumo de sal atenúa la producción de óxido nítrico . El óxido nítrico (NO) contribuye a la homeostasis de los vasos al inhibir la contracción y el crecimiento del músculo liso vascular, la agregación plaquetaria y la adhesión de los leucocitos al endotelio.

### Sodio urinario
Dado que el sistema hipotálamo/osmorreceptor funciona normalmente bien para provocar la bebida o la micción con el fin de restablecer las concentraciones de sodio del cuerpo a la normalidad, este sistema puede utilizarse en el tratamiento médico para regular el contenido total de líquido del cuerpo, controlando primero el contenido de sodio del cuerpo. Así, cuando se administra un potente fármaco diurético que hace que los riñones excreten sodio, el efecto va acompañado de una excreción de agua corporal (la pérdida de agua acompaña a la de sodio). Esto ocurre porque el riñón es incapaz de retener eficazmente el agua mientras excreta grandes cantidades de sodio. Además, después de la excreción de sodio, el sistema osmorreceptor puede percibir la disminución de la concentración de sodio en la sangre y entonces dirigir la pérdida de agua urinaria compensatoria para corregir el estado hiponatrémico (bajo nivel de sodio en la sangre).